# ターザン・タイラー
ターザン・タイラー（Tarzan Tyler、本名：Camille Tourville、1927年12月4日 - 1985年12月24日）は、カナダのプロレスラー。ケベック州モントリオール出身のフランス系カナダ人。
ヒールの狂乱ファイターとして、モントリオールをはじめアメリカ合衆国南部やWWWFなどで活躍した。日本にも通算5回来日しており、「密林王」の異名で呼ばれた。

## 来歴
元世界ヘビー級王者のユーボン・ロバートにスカウトされ、1949年にプロレス入りするが、ほどなくしてプロボクサーに転向。北米各地でハード・パンチャーとして活動するも、右拳を負傷して1955年にプロレス界に復帰。ターザン・ボロ（Tarzan Bolo）またはターザン・トゥールヴィル（Tarzan Tourville）のリングネームで各地を転戦後、1961年、アメリカ合衆国中西部のNWAセントラル・ステーツ地区にてターザン・タイラー（Tarzan Tyler）と改名。同年11月10日、サニー・マイヤースを破りセントラル・ステーツ・ヘビー級王座を獲得している。
以降、悪役レスラーとしてその名を轟かせ、1964年2月24日にはテキサス州ヒューストンでのジョン・ポール・ヘニングとの試合において、反則負けの裁定に怒ってレフェリーを暴行、大暴走の末に手錠をかけられ警官隊に連行されるという、プロレス史上に残る伝説的な事件を起こした。
その後はフロリダを主戦場に、フレッド・ブラッシーと金髪コンビを結成、1965年1月27日、エディ・グラハム&サム・スティムボートからフロリダ版のNWA世界タッグ王座を奪取している。同年はWWWFに初登場し、9月27日にニューヨークのマディソン・スクエア・ガーデンにてブルーノ・サンマルチノのWWWF世界ヘビー級王座に挑戦。以降1966年にかけて、東部各地でサンマルチノに再三挑戦した。
1967年9月、日本プロレスに初来日。10月6日に福島にて、同じく初来日のカウボーイ・ビル・ワットとのコンビでジャイアント馬場&吉村道明からインターナショナル・タッグ王座を奪取する。王座海外流出阻止を期した日本側は、吉村に代えてアントニオ猪木を馬場のパートナーに起用し、BI砲が誕生。10月31日、大阪府立体育館でワット&タイラーを破り、タイトル奪還に成功した。この翌日の11月1日、タイラーは蔵前国技館で馬場のインターナショナル・ヘビー級王座にも挑戦している。日本プロレスには1968年4月と1970年4月にも来日し、ワールドリーグ戦の第10回大会と第12回大会に出場した。
1969年10月18日にはAWAのテリトリーだったネブラスカ州オマハにおいて、スタン・プラスキーを破りAWA中西部ヘビー級王座を獲得。以後、フロリダでのジャック・ブリスコとの抗争を経て、1971年4月よりWWWFに再登場。キャプテン・ルー・アルバーノをマネージャーに迎え、新王者のペドロ・モラレスに挑戦する一方、6月3日にルーク・グラハムとのコンビで初代のWWWF世界タッグ王者に認定された（ルイジアナ州ニューオーリンズで行われたとされる架空のトーナメント決勝戦において、ディック・ザ・ブルーザー&ザ・シークを破り優勝したとして戴冠）。同年11月12日にはジートとベポのザ・モンゴルズを下し、WWWFインターナショナル・タッグ王座も獲得している。
1972年7月、地元のモントリオールにて、アンドレ・ザ・ジャイアントのツームストーン・パイルドライバーで首を負傷、再起不能を宣告される（以降、アンドレはツームストーン・パイルドライバーを自ら禁じ手とした）。その後、奇跡的に復活し、1973年4月にはマッドドッグ・バション、エドワード・カーペンティア、イワン・コロフ、ラーズ・アンダーソンらと共に国際プロレスに来日。4月28日の江刺大会ではグレート草津、5月5日の北九州大会ではストロング小林との金網デスマッチが行われた。1976年1月には全日本プロレスへの来日も実現、全盛時の迫力は失われていたものの、同時参戦していたレイ・スティーブンスと金髪タッグを組み、馬場やジャンボ鶴田ともシングルマッチで対戦した。
1977年からはモントリオールに定着し、セーラー・ホワイトやジル・ポワソンと組んでカーペンティアやスパイロス・アリオン、ドミニク・デヌーチなどと対戦。以降、1980年までモントリオール地区の興行に単発的に出場、引退後の1980年代はディノ・ブラボーやジノ・ブリットが主宰していたプロモーションにてヒールのマネージャーを務めていた。
1985年12月24日、交通事故により58歳で死去。

## エピソード
- リングネームの由来は、学生時代にセントローレンス川を泳ぎ切り "ターザン" とあだ名されたことによるものだという[1]。
- 生肉を常食していたとされ、手錠事件での暴走も、対戦相手のジョン・ポール・ヘニングが試合前のテレビインタビューで「生肉食いの臭い奴」とタイラーを侮蔑してみせたのが一因だといわれている。

## 得意技
- ダイビング・ニー・ドロップ[6]
- ブレーンバスター[1]
- パンチ攻撃[1]
- チョーク攻撃[6]

## 獲得タイトル
スタンピード・レスリング
- スタンピード・インターナショナル・タッグ王座：1回（w / マイティ・ウルスス）[24]

セントラル・ステーツ・レスリング
- NWAセントラル・ステーツ・ヘビー級王座：1回[5]

NWAサウスウエスト・スポーツ
- NWA世界タッグ王座（テキサス版）：1回（w / ジ・アラスカン）[25]

NWAミッドサウス・スポーツ
- 世界ヘビー級王座（ジョージア版）：2回[26]
- NWAジョージア・ヘビー級王座：1回[27]
- NWA世界タッグ王座（ジョージア版）：1回（w / レニー・モンタナ）[28]
- NWAインターナショナル・タッグ王座（ジョージア版）：2回（w / レニー・モンタナ）[29]

チャンピオンシップ・レスリング・フロム・フロリダ
- NWAフロリダ・ヘビー級王座：1回[30]
- NWAフロリダ・ブラスナックル王座：2回[31]
- NWA南部ヘビー級王座（フロリダ版）：2回[32]
- NWA世界タッグ王座（フロリダ版）：2回（w / ティム・タイラー、フレッド・ブラッシー）[7]

ジャパン・レスリング・アソシエーション
- NWAインターナショナル・タッグ王座：1回（w / カウボーイ・ビル・ワット）[11]

アメリカン・レスリング・アソシエーション
- AWA中西部ヘビー級王座：1回[15]

ワールド・ワイド・レスリング・フェデレーション
- WWWF世界タッグ王座：1回（w / ルーク・グラハム）[17][19] ※初代王者
- WWWFインターナショナル・タッグ王座：1回（w / ルーク・グラハム）[20]

インターナショナル・レスリング・アソシエーション
- IWA北米ヘビー級王座：1回[33]